# Мылодрама
«Мылодрама» — российский комедийный телевизионный сериал.
Первый 9-серийный сезон сериала транслировался на телеканале «Пятница!» с 25 по 28 февраля 2019 года. Второй сезон, состоящий из 8 эпизодов, шёл в эфире «Пятницы!» с 19 по 22 ноября 2019 года.
Слоган сериала — «Он тряхнёт этот шпиль»; «Злая комедия».

## Сюжет
Чтобы получить полный контроль над телеканалом «ТСВ», часть акционеров решает посадить в кресло генерального директора со всеми полномочиями случайно выбранного туповатого заправщика Владислава и поручить ему съёмки сериала. Их план таков: благодаря некомпетентному директору сериал получится «самым провальным за всю историю телевидения», акции телеканала рухнут, и заговорщики смогут выкупить их за бесценок.
Поначалу все идёт по плану акционеров: ничего не понимающий в производстве телепродукта новый босс нанял таких же бездарных режиссёра, оператора, сценариста и актёров, но сериал (названный Владиславом «Кровавые шлюхи в яме»), задумывавшийся как фантастическая мелодрама, воспринят зрителями как комедия и имеет невиданный успех.
Тем временем грядёт второй сезон сериала, и команда собирается вновь. Влад огорошивает всех новостью: им предстоит делать не только второй сезон, но и праймовое ток-шоу, стендап, программу про сверхъестественное, а также новости.

## Список эпизодов
| Серия | Название серии       | Дата эфира      |
| ----- | -------------------- | --------------- |
| 1     | «Свежая кровь»       | 25 февраля 2019 |
| 2     | «Новая метла»        | 25 февраля 2019 |
| 3     | «Dream Team»         | 25 февраля 2019 |
| 4     | «Трудовыебудни»      | 26 февраля 2019 |
| 5     | «Витязь на распутье» | 26 февраля 2019 |
| 6     | «Первая сборка»      | 27 февраля 2019 |
| 7     | «Старая банда»       | 27 февраля 2019 |
| 8     | «Душа на изнанку»    | 28 февраля 2019 |
| 9     | «Премьера»           | 28 февраля 2019 |

| Серия | Название серии       | Дата эфира     |
| ----- | -------------------- | -------------- |
| 1     | «Успех для чайников» | 19 ноября 2019 |
| 2     | «Жвачка для мозгов»  | 19 ноября 2019 |
| 3     | «Product placement»  | 20 ноября 2019 |
| 4     | «Подводные камни»    | 20 ноября 2019 |
| 5     | «Второй сезон»       | 21 ноября 2019 |
| 6     | «Альянс»             | 21 ноября 2019 |
| 7     | «Начало конца»       | 22 ноября 2019 |
| 8     | «Invictal»           | 22 ноября 2019 |

## Актёры и персонажи
| Актёр                | Роль                                                                                    |
| -------------------- | --------------------------------------------------------------------------------------- |
| Сергей Бурунов       | Владислав Викторович Поляков, генеральный директор телеканала ТСВ, бывший автозаправщик |
| Ростислав Бершауэр   | Андрей Сергеевич Симонов, руководитель и владелец 30 % акций телеканала ТСВ             |
| Григорий Калинин     | Игорь Игоревич Жмых, режиссёр                                                           |
| Юрий Грубник         | Валерий Вячеславович Киселёв, сценарист                                                 |
| Маруся Климова       | Мария Мельникова, секретарша                                                            |
| Анна Котова-Дерябина | Света, актриса                                                                          |
| Кирилл Мелехов       | Олег                                                                                    |
| Ольга Дибцева        | Арина                                                                                   |
| Сергей Штатнов       | Саша, водитель Владислава                                                               |
| Нина Гогаева         | Лариса Игоревна Романова, владелец 70 % акций телеканала ТСВ                            |
| Евгений Сармонт      | Семён Вельман, акционер телеканала ТСВ                                                  |
| Алина Чернобровкина  | Катя                                                                                    |
| Игорь Лесов          | Олег Терёхин, акционер                                                                  |
| Сергей Каплунов      | второй сценарист                                                                        |
| Павел Мисаилов       | Василий «Курено́к» Куренной, оператор                                                    |
| Янина Мелехова       | Анна, бывшая жена Владислава                                                            |
| Павел Белозёров      | доктор                                                                                  |
| Руслан Джайбеков     | Виктор, американский режиссёр                                                           |
| Александр Тараньжин  | Игорь Михайлович Жмых, отец Жмыха-младшего                                              |
| Анна Миронова        | Марина, ресепшн-девка                                                                   |
| Мария Лисовая        | Наташа Киселёва, дочь сценариста                                                        |
| Павел Галич          | Тиша, Тихомир Строганов                                                                 |
| Евгений Стычкин      | камео (1 сезон)                                                                         |

## Рейтинги
| Агрегатор рецензий | Оценка     |
| КиноПоиск          | 7.01       |
| Кино-Театр. РУ     | 6.55; 5.51 |
| IMDb               | 6.90       |

## Критика
В 2019 году сериал вышел в финал национального телевизионного конкурса ТЭФИ в номинации «Телевизионная многосерийная комедия/Ситком», Илья Куликов — в номинации «Режиссёр телевизионного фильма/сериала». Лауреатом премии в номинации «Лучший актёр телевизионного фильма/сериала» стал Сергей Бурунов.
По данным поисковой системы Google, в 2019 году «Мылодрама» вошла в топ-5 отечественных сериалов по статистике запросов российских интернет-пользователей.
Рецензии в СМИ:

В «Мылодраме» много отсылов к нашей телереальности и завуалированные цитаты из классики комедийного жанра — одна завязка с созданием заведомо провального проекта, который неожиданно приносит успех, однозначно отсылает к «Продюсерам» Мела Брукса. Сравнения, конечно, слишком лестные, но, что Куликов «уделал самого Сарика», сомнений нет.— Анастасия Иванова. «Телеспутник»

«Мылодрама» — это, можно сказать, сольник Сергея Бурунова, популярного российского комедийного актёра, который, как мы помним по интервью Дудя, бесконечно грустный и глубокий человек. Хватает ли его харизмы для того, чтобы сериал получился? Спойлер: да. Здесь много лёгкого качественного юмора, но и мата хватает, так что детей лучше убрать от экранов. Если верить «КиноПоиску», рейтинг сериала — почти ровно 7.— Ульяна Будик. AFISHA.TUT.BY

Наибольшее возмущение в среде тех, кому «Мылодрама» решительно не понравилась, вызывает обилие грязных шуток, нецензурных выражений и бесконечно тупых персонажей. В этой связи можно вспомнить, что многое из этого списка можно предъявить и роману «Гаргантюа и Пантагрюэль». И ведь далеко не все и не всегда считали это произведение чем-то выдающимся. К счастью, Бахтин сумел в лучшем виде показать, что это великолепнейшее и интереснейшее хулиганство в истории мировой литературы.— Юрий Волошин. Concepture